# فهرست تلاش‌های فرار از زندان آلکاتراز

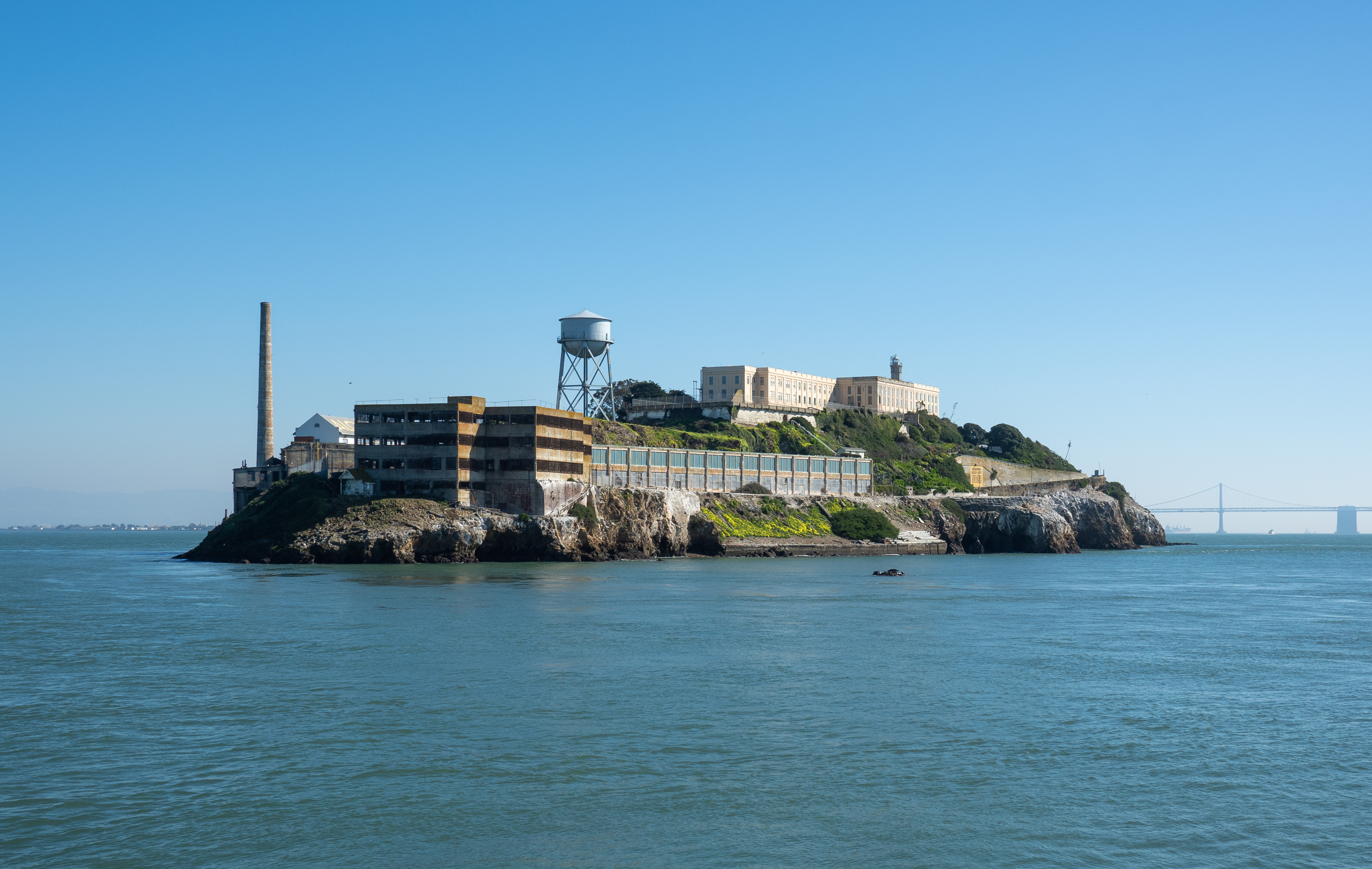
جزیره الکاتراز

در کل ۱۴ تلاش برای فرار از زندان فدرال آلکاتراز توسط ۳۶ زندانی انجام شد. دو مرد دو بار اقدام به فرار کردند، ۲۳ نفر گرفتار شدند، شش نفر درحین فرار مورد اصابت گلوله قرار گرفتند و کشته شدند، دو نفر تسلیم شدند و پنج نفر مفقود شده و غرق شده فرض شده‌اند. به دلیل شهرت بد این زندان و همچنین هزینه‌های بالای نگهداری آن، این زندان در ۲۱ مارس ۱۹۶۳ تعطیل شد. ادعا شده‌است که در طی ۲۹ سال فعالیت این زندان هیچ زندانی‌ای موفق به فرار از آن نشده است.
از قابل توجه‌ترین تلاش‌های فرار می‌توان به فرار خشونت‌آمیز مه ۱۹۴۶ معروف به نبرد آلکاتراز اشاره کرد که در طی آن پنج زندانی با کشتن دو نگهبان و زخمی کردن ۱۴ نگهبان دیگر اقدام به فرار کردند ولی سه نفر آنان در حین فرار کشته شده و دو نفر دیگر نیز دستگیر و سپس اعدام شدند. از دیگر تلاش‌های فرار معروف می‌توان به فرار ژوئن ۱۹۶۲ توسط فرانک لی موریس و دو برادر به نام‌های جان آنگلین و کلارنس آنگلین صورت گرفت که هیچوقت فرار یا مرگ آنان محرز نشد چون مفقود شدند و جسد آن‌ها هیچوقت پیدا نشد. فیلمی به نام فرار از آلکاتراز نیز بر اساس فرار ژوئن ۱۹۶۲ آلکاتراز ساخته شده‌است.

## موانع فیزیکی
فرار از آلکاتراز به وسیله شنا کردن غیرممکن بنظر می‌رسید، دمای فصلی آب در خلیج سانفرانسیسکو در ماه دسامبر حدود ۱۲ درجه سانتیگراد است و جریان آب می‌تواند از ۶ گره دریایی نیز تجاوز کند. علاوه بر این‌ها وجود گاه‌وبیگاه کوسه‌های سفید و همچنین صخره های تیز و نگهبانان پرشمار بیشتر زندانیان را از فرار دلسرد کرده بود.